# Rafael Fente-Damers
Rafael Fente-Damers, né le 17 octobre 2006 à Houston (États-Unis), est un nageur français spécialiste des épreuves nage libre, dos et papillon.

## Biographie
Il est né à Houston d'un père espagnol et d'une mère française. Il s'entraîne à Madrid au sein de de la SEK International Sports Academy.
Il est licencié au club des dauphins d'Annecy.
Après les championnats du monde de natation 2025, il rejoindra à Austin Bob Bowman, qui entraîne déjà Léon Marchand.

## Palmarès

### Championnats du monde en grand bassin
- Championnats du monde 2025 à Singapour :
  -  médaille de bronze du relais 4 × 100 m nage libre mixte (participe uniquement aux séries)

## Décorations
- Chevalier de l'ordre national du Mérite (2024)[3]